# Северен гигантски миши лемур
Северен гигантски миши лемур (Mirza zaza) е вид бозайник от семейство Лемури джуджета (Cheirogaleidae). Видът е застрашен от изчезване.

## Разпространение и местообитание
Разпространен е в Мадагаскар.